# 小林ユミヲ
小林 ユミヲ（こばやしユミヲ、7月21日 - ）は、日本の漫画家、イラストレーター。東京都出身。血液型はAB型。

## 概要
「にがくてあまい」（マッグガーデン）は2016年に実写映画化された。

## 作品リスト
- 01（2001年、宝島社）
- 東京フレンズ（2005年 - 2006年、講談社）
- 超能力カウンセラーアビー・クーパーの事件簿（2006年、マッグガーデン）
- ZERO ONE（2012年、朝日新聞出版）
- 路地裏ねおん（2009年、マッグガーデン）
- にがくてあまい（2009年 - 2016年、マッグガーデン）
  - にがくてあまい-refrain-（2019年 - 、ふらっとヒーローズ、ヒーローズ） - 『にがくてあまい』の続編。
- セロシアキャンドル（2014年、マッグガーデン）※読切、「にがくてあまい」13巻収録
- 星くずのプリンス（2017年 - 2019年、月刊モーニングtwo、講談社）
- グレイトデッドフル（2024年 - 、comicブースト、幻冬舎コミックス）